# 1251
1251 (MCCLI) je bilo navadno leto, ki se je po julijanskem koledarju začelo na nedeljo.

## Dogodki

### Slovenija
- Umrlega oglejskega patriarha Bertolda iz hiše Andeških nasledi Gregor Montelongo. 1269 ↔

### Mongolski imperij
- 1. julij - Batu Kan[1] ponovno skliče plemensko skupščino Kurultaj. Za 4. vrhovnega kana je izvoljen Möngke Kan iz Tolujevega ulusa/klana. Večina princev iz Ögedejevega in Čagatajevega klana skupščino bojkotira in ne priznava izvolitve.
  - Korejska kraljevina Goryeo, ki je mongolskemu dvoru še najbližja avtonomna tributarna država, se ponovno izmika svojim obveznostim, kar vodi v nov spor. 1253 ↔
  - Politični nasprotniki začno pripravljati proti novemu kanu zaroto. 1252 ↔
- Umrlega Godan Kana[2], ki je nadzoroval večino Kitajske, nasledi Kublaj Kan[3], ki nemudoma začne z uspešnimi administrativnimi in ekonomskimi reformami.
- Koreja: končana je restavracija tiskarskih lesenih plošč iz zbirke budističnih svetih spisov pod naslovom Tripitaka Koreana. Izvirnike so uničili Mongoli leta ← 1232, obnova več kot 80.000 plošč je trajala 19 let.

### Politične posledice sedme križarske vojne
- Začetek leta: po prvih novicah o zmagi križarjev pridejo novice o njihovem popolnem porazu. V Franciji vsi trije stanovi čustveno sprejmejo novico o porazu in ujetništvu kralja Ludvika IX.. Plemstvo in duhovščina veliko manj, ko Ludvik IX. pošlje še zahtevo po zbiranju sredstev in vojske za nov pohod.↓
- → Križarski pohod pastirčkov: dobi pa vizijo nepomembni madžarski menih živeč v Franciji, ki mu Devica Marija sporoči, da bo edino vojska pastirjev lahko osvobodila preljubega kralja iz ujetništva poganskih Saracenov in vrnila sveto mesto Jeruzalem nazaj v krščanske roke. Prepričati mu uspe čaz 60.000 kmetov iz severne Francije. Ko pride ta "sveta vojska" v Pariz, jo regentinja in kraljica-mati Blanka Kastiljska razžene nazaj na domove. Brez vodičev, ki bi jim pokazali pot domov, tavajo po severni Franciji, se zapletajo v lokalne spopade z redovniki in študenti, ki jih smešijo. Ko začnejo napadati židovske skupnosti ima kraljica-mati vsega dovolj in tavajoče črede "pastirčkov" na silo zbere ter ob pomoči lokalnega škofa skupinsko izobči. Oborožena skupina, ki jo vodi madžarski menih, je pobita skupaj z njim.
- Zamorje: premagani francoski kralj in de facto vladar ostanka Jeruzalemskega kraljestva Ludvik IX. sklene pragmatično zavezništvo z egiptovskimi mameluki proti sirskim Ajubidom, predvsem proti damaščanskemu emirju An-Nasir Jusufu. 
  - André de Longjumeau, odposlanec Ludvika IX., se vrne z mongolskega dvora. Njegovi zapisi o potovanju so mešanica dejstev in takrat znanih legend. Drugače je njegova misija neuspešna, saj se Mongoli niso hoteli spreobrniti v krščanstvo.

### Ostalo
- 26. december - Poroka med škotskim kraljem Aleksandrom III. in angleško princeso Margareto, hčerko kralja Henrika III. Angleškega. Mladoporočenka ni preveč srečna v novem zakonu in se pritožuje čez pogoje bivanja, kar povzroči nove zaplete med dvoroma.
- 23. maj - S smrtjo oglejskega patriarha Bertolda V. rodbina Andeških dokončno izumre. Za naslednjega patriarha je izvoljen Gregorio di Montelongo.
- 6. junij - Umor flandrijskega grofa Vilijem II. Dampierreja. Umorijo ga vitezi, ki so služili njegovim polbratom iz materinega prvega zakona. Za dediščino se zdaj z njimi spopade mlajši brat Gvido.
- Gibelini in gvelfi: ko štaufovski/gibelinski nemški kralj Konrad IV. uvidi, da v Nemčiji ne bo mogel premagati gvelfovskega rivala Vilijema II. Holandskega, se začne pripravljati na zasedbo Sicilske kraljevine, v kateri začasno vlada njegov polbrat Manfred. Pri tem podjetju Konradu IV. pomagajo Benečani. 1252 ↔

- Novgorod pod vodstvom Aleksandra Nevskega in Norveška pod vodstvom Hakona IV. skleneta medsebojno zavezništvo.
- Češki kralj Venčeslav I. izpusti upornega sina Otokarja II., ga nastavi za moravskega vojvodo in mu da prosto pot za zavzetje Avstrije. Avstrijsko plemstvo, ki je sito brezvladja, mu izkaže vdanost. 1252 ↔
- Umrlega nadškofa Mainza Kristjana III. iz Weisenaua nasledi Gerhard I. iz Daun-Kirberga
- Umrlega vojdovodo Zgornje Lorene Matijo II. nasledi sin Friderik III.
- Umrlega grofa Nassaua Henrika II. nasledita sinova Valram II. in Oton I. 1255 ↔
- Trgovska ladja Paradisus Magnus (Veliki Paradiž), ki pluje med Genovo in Tunisom, lahko sprejme okoli 200 potnikov in 250 ton trgovskega blaga.

## Rojstva
- 5. junij - Hodžo Tokimune, japonski regent († 1284)

Neznan datum
- Corrado della Torre, italijanski (oglejski) državnik in vojskovodja († 1307)
- Geoffroy de Charnay, francoski templjar
- Henrik IV., vojvoda Brabanta († 1272)
- Peter I. Alenconski, grof Alençona, Percheja, Bloisa in Chartresa († 1284)
- Pietro Gradenigo, 49. beneški dož († 1311)

## Smrti
- 6. marec - Rozalija iz Viterba, italijanska mistikinja, svetnica (* 1233)
- 31. marec - Viljem iz Modene, italijanski kardinal, diplomat (* 1184)
- 23. maj - Bertold Meranski, oglejski patriarh (* 1180)
- 6. junij - Vilijem II., flandrijski grof (* 1224)

Neznan datum
- Eldžigidej, mongolski vojskovodja (* ni znano)
- Godan Kan, mongolski vojskovodja, guverner Kitajske (* 1206)
- Henrik II., nemški plemič, grof Nassaua (* 1190)
- Jolanda Ogrska, princesa, aragonska kraljica (* 1215)
- Kristjan III. iz Weisenaua, nadškof Mainza
- Matija II., vojvoda Zgornje Lorene (* 1193)
- Ogul Kajmiš, regentka mongolskega cesarstva (* ni znano)
- Orda kan, kan Bele horde (* okoli 1206)